# Marietta de Patras
Marietta de Patras, död 1503, var den grekiska mätressen till kung Johan II av Cypern (regent 1432–1458), och mor till kung Jakob II av Cypern. 
När Johan II 1442 gifte sig med Helena Palaiologina gav den nya drottningen order om att Mariettas näsa skulle huggas av. När Johan II och Helena avled 1458, erövrade Mariettas son Jakob tronen från sin halvsyster Charlotte av Cypern. Efter hennes sons död 1473 fördes hon till Venedig, där hon sattes i husarrest.